# Grote rotszwaluw
De grote rotszwaluw (ook wel: Kaapse rotszwaluw, Ptyonoprogne fuligula) is een vogel uit de familie van zwaluwen (Hirundinidae). De vogel werd in 1842 door de Duitse vogelkundige Martin Lichtenstein geldig beschreven. 

## Kenmerken
De dieren worden 11 tot 14 centimeter groot. De verschillen met de roodkeelrotszwaluw (P. fuligula) zijn gering. Ook het verschil met de in Europa voorkomende gewone rotszwaluw is klein.

## Verspreiding en leefgebied
Er zijn drie ondersoorten:
- P. f. anderssoni: zuidwestelijk Angola, noordelijk en centraal Namibië.
- P. f. fuligula: zuidelijk Namibië en westelijk Zuid-Afrika.
- P. f. pretoriae: van zuidwestelijk Zimbabwe en zuidelijk Mozambique tot oostelijk Zuid-Afrika.

Het is oorspronkelijk een vogel van droge berggebieden met steile rotswanden en kloven tot op 3000 m boven de zeespiegel. De soort komt echter ook in steden voor in droge woestijnachtige gebieden. Buiten de broedtijd ook in vochtig terrein zoals bij plassen en moerassen.

## Status
De grootte van de wereldpopulatie is niet gekwantificeerd. Men veronderstelt dat de soort in aantal stabiel is. Om deze redenen staat de grote rotszwaluw als niet bedreigd op de Rode Lijst van de IUCN.